# The Resolution - Act 3
The Resolution - Act 3 es el tercer EP del cantautor canadiense Drew Seeley, lanzado para promocionar el álbum completo, el cual fue lanzado el 5 de abril del 2011..

## Información
El EP fue lanzado el 22 de febrero del 2011 solamente en tiendas de descarga digital como iTunes y Amazon.

## Canciones
| [ 1 ] [ 2 ] |                           |                                                                    |          |  |
| N.º         | Título                    | Escritor(es)                                                       | Duración |  |
| 1.          | «Damn Right I've Changed» | Drew Seeley, Brandon Slavinski, Marc Nelkin, Damon Sharpe          | 4:01     |  |
| 2.          | «How A Heart Breaks»      | Drew Seeley, Justin Gray                                           | 4:15     |  |
| 3.          | «Acceptance Speech»       | Drew Seeley, Rick Dixon, Lance W. Moody                            | 3:57     |  |
| 4.          | «2nd Impression»          | Drew Seeley, Craig Heilman, Jake Steven Johnson, Bret Hadley Mazur | 3:46     |  |
| 15:59       |                           |                                                                    |          |  |